# World Tag Team Championship (WWE 1971-2010)

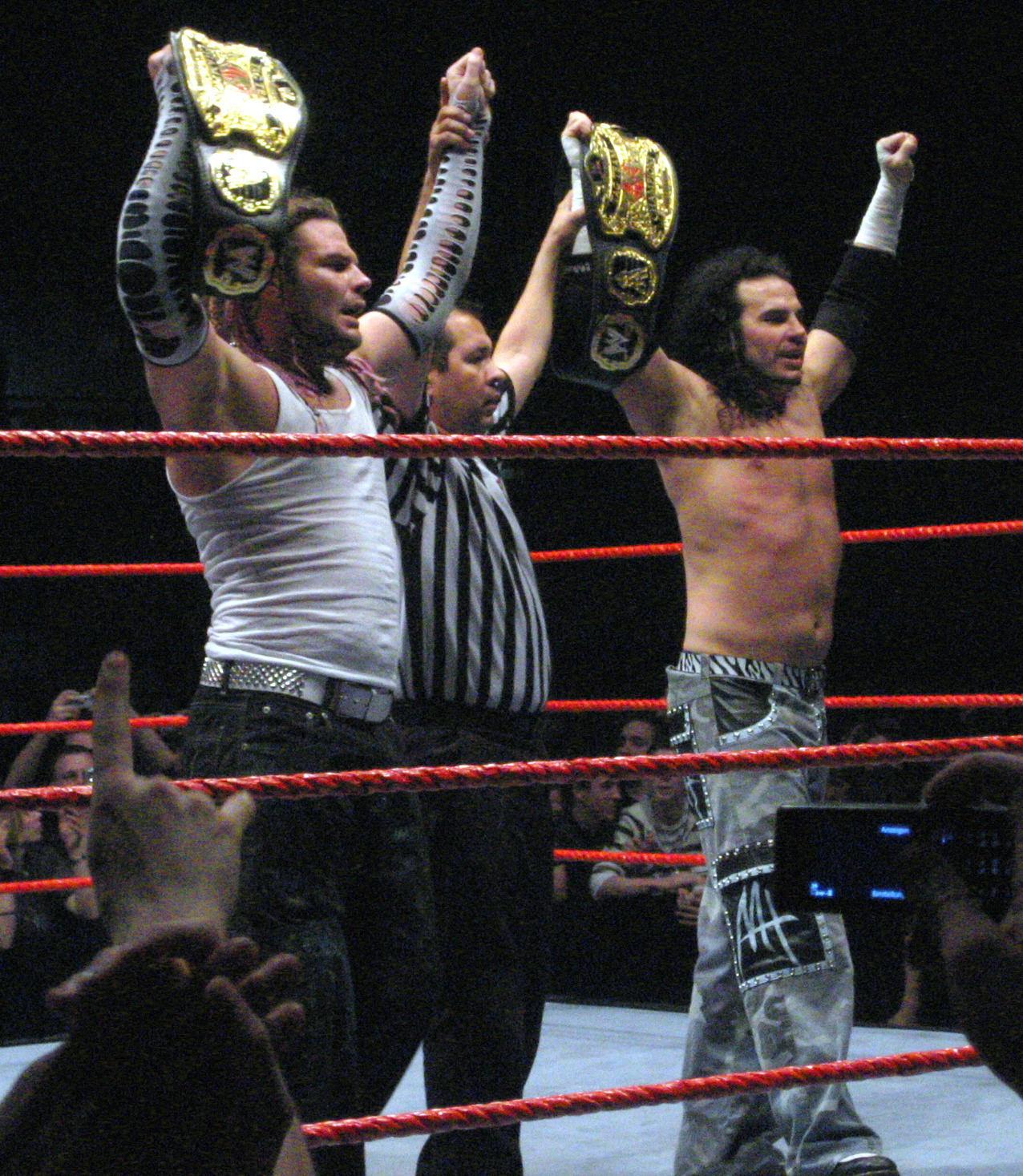
Gli Hardy Boyz con le cinture

Il World Tag Team Championship è stato un titolo di wrestling per la categoria di coppia della WWE, creato il 3 giugno 1971 e ritirato il 16 agosto 2010.
Prima della creazione del WWE Tag Team Championship nel 2002, il titolo è stato il massimo riconoscimento per la categoria di coppia della World Wrestling Federation/Entertainment per buona parte dei suoi primi anni.

## Storia

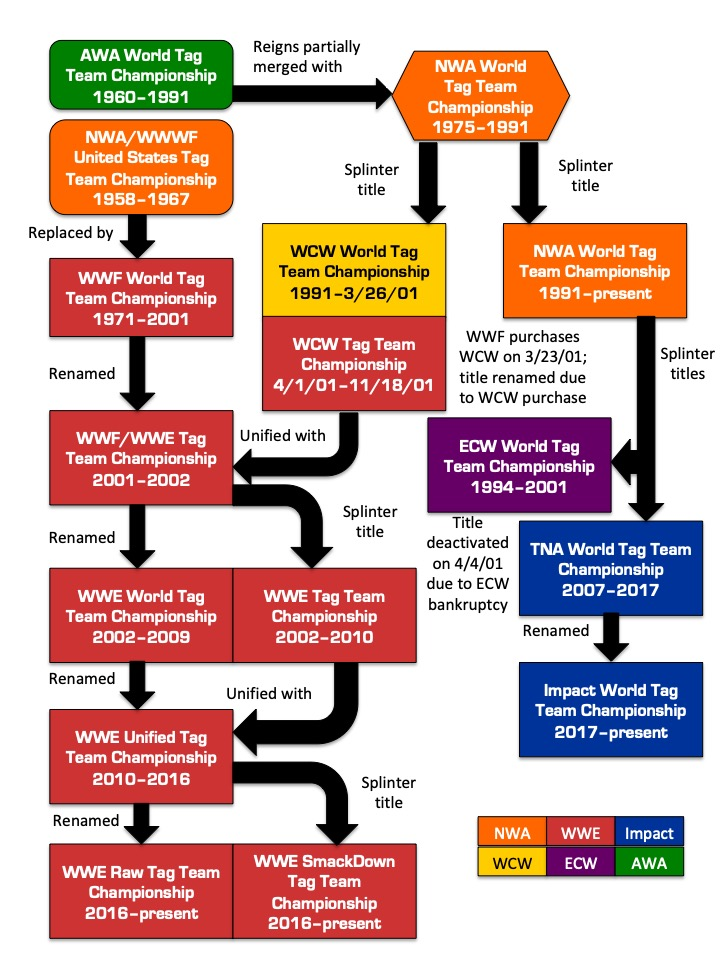
Un diagramma che mostra l'evoluzione di diversi titoli di coppia di wrestling, incluso il World Tag Team Championship

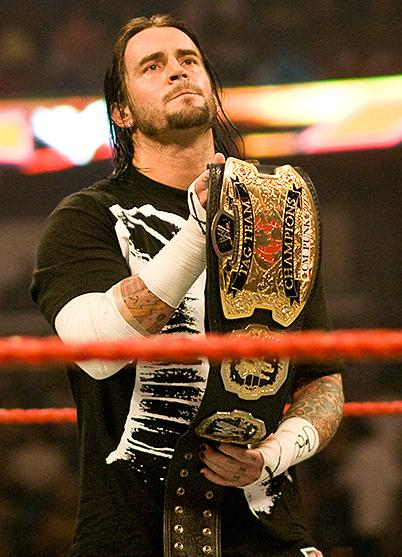
CM Punk con la terza e ultima versione del titolo (2002–2010)

Il titolo nacque con il nome WWWF World Tag Team Championship. I primi campioni in assoluto sono stati Luke Graham e Tarzan Tyler il 3 giugno 1971, dopo aver conquistato la vittoria in un torneo. Nel 1979 il cambio di nome della federazione portò ad una trasformazione anche nei nomi dei titoli e la cintura assunse la denominazione di WWF World Tag Team Championship. Il 18 novembre 2001, a Survivor Series, il titolo fu unificato col WCW Tag Team Championship quando i Dudley Boyz sconfissero gli Hardy Boyz in uno Steel Cage match. Con il nuovo cambio di nome della federazione avvenuto nel 2002, il titolo venne rinominato WWE Tag Team Championship.
In seguito alla Brand Extension del marzo 2002, l'allora tag team regnante formato dai Billy and Chuck passò al roster di SmackDown! insieme al titolo. Quando le cinture furono vinte da Christian e Lance Storm, il titolo fu riportato a Raw, diventando così un elemento esclusivo dello show rosso. Successivamente è stato creato dalla General Manager di SmackDown!, Stephanie McMahon, il WWE Tag Team Championship, titolo di coppia esclusivo del roster di SmackDown! e il titolo di coppia di Raw venne rinominato World Tag Team Championship.

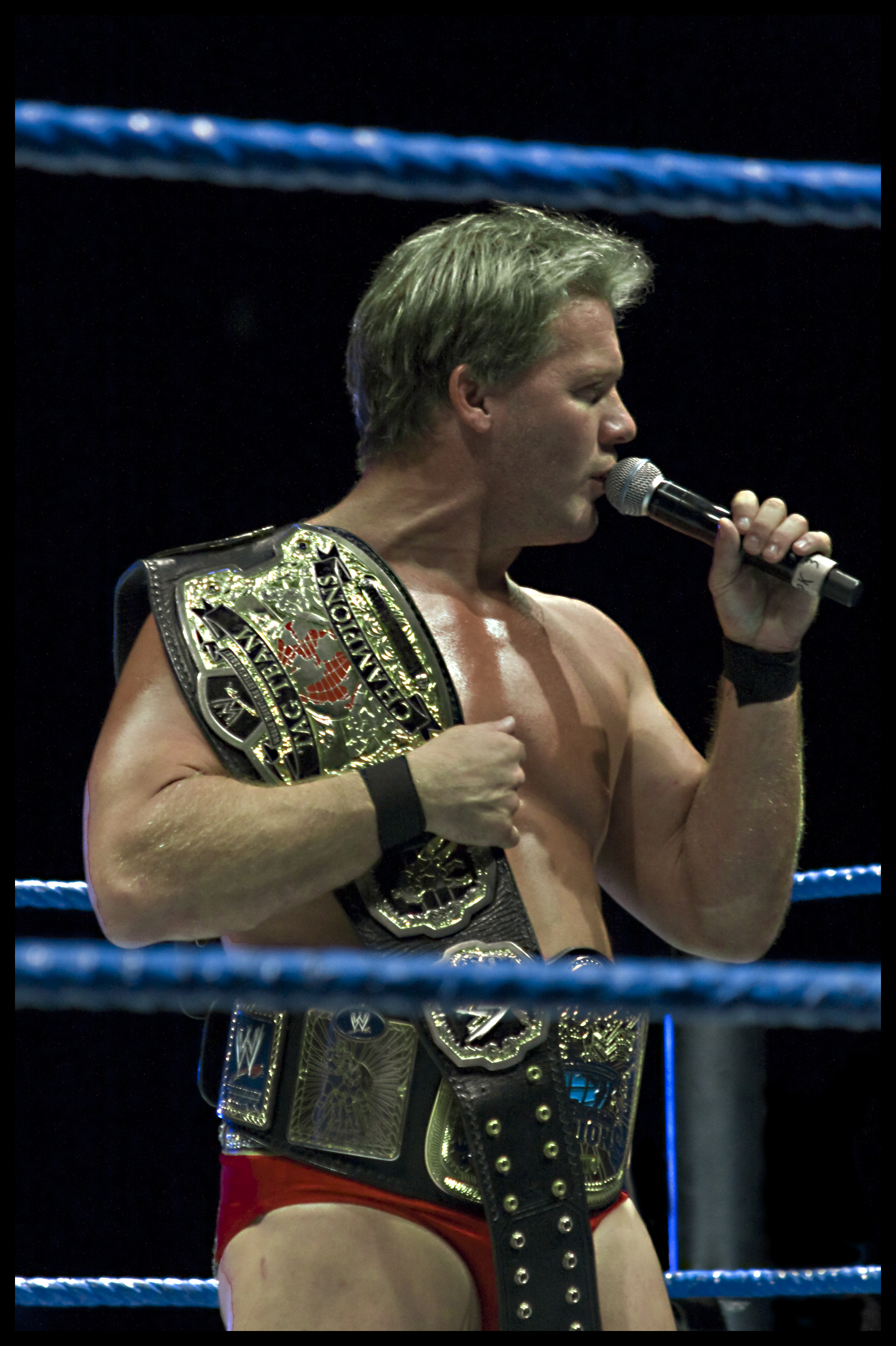
Chris Jericho con le cinture dello Unified WWE Tag Team Championship (2009–2010)

Il 5 aprile 2009, a WrestleMania XXV, Carlito e Primo, allora detentori del WWE Tag Team Championship, sconfissero John Morrison e The Miz, allora detentori del World Tag Team Championship, in un Lumberjack match: i due titoli vennero quindi unificati in un titolo unico noto con il nome di Unified WWE Tag Team Championship, mantenendo però tutte e quattro le cinture. I due titoli di coppia rimasero indipendenti e vennero difesi in ogni roster.
Nella puntata di Raw del 16 agosto 2010 il General Manager anonimo di Raw decise di togliere lo Unified WWE Tag Team Championship per sostituirlo con due nuove cinture, rinominate semplicemente WWE Tag Team Championship, presentate da Bret Hart e consegnate agli allora campioni David Hart Smith e Tyson Kidd; di conseguenza il World Tag Team Championship venne ritirato.

### Cintura
Il design del titolo, quando questi era noto come WWF Tag Team Championship, presentava una placca dorata al centro con un'aquila in alto, un planisfero azzurro nel mezzo e la scritta "World Tag Team Wrestling Champions". In seguito, quando il titolo venne chiamato semplicemente World Tag Team Championship il design cambiò, presentando un planisfero rosso nel centro e con la scritta "Tag Team Champions", nonostante il nome indicasse che il titolo fosse mondiale; ai lati, inoltre, vi erano quattro placche (due per ogni lato): le prime due rappresentavano due wrestler in oro su sfondo nero intenti a combattere, le ultime due il logo della WWE.

## Nomi
| Nome                             | Anni                             |
| -------------------------------- | -------------------------------- |
| WWWF World Tag Team Championship | 1971 – 1979                      |
| WWF Tag Team Championship        | 1979 – 2002                      |
| WWE Tag Team Championship        | 19 maggio 2002 – 14 ottobre 2002 |
| World Tag Team Championship      | 14 ottobre 2002 – 16 agosto 2010 |

## Albo d'oro
| #                                                            | Team                                                  | Regni | Data              | Giorni | Località        | Evento                         | Note | Fonti |
| ------------------------------------------------------------ | ----------------------------------------------------- | ----- | ----------------- | ------ | --------------- | ------------------------------ | --- | ----- |
| National Wrestling Alliance: World Wide Wrestling Federation |                                                       |       |                   |        |                 |                                | |       |
| 1                                                            | Luke Graham e Tarzan Tyler                            | 1     | 3 giugno 1971     | 186    | New Orleans     | House show                     | Graham e Tyler sconfissero Dick the Bruiser e The Sheik nella finale del torneo per l'assegnazione dei titoli. |       |
| 2                                                            | Karl Gotch e Rene Goulet                              | 1     | 6 dicembre 1971   | 57     | New York        | House show                     | |       |
| 3                                                            | King Curtis Iaukea e Mikel Scicluna                   | 1     | 1º febbraio 1972  | 111    | Filadelfia      | House show                     | |       |
| 4                                                            | "Chief" Jay Strongbow e Sonny King                    | 1     | 22 maggio 1972    | 36     | New York        | House show                     | |       |
| 5                                                            | Mr. Fuji e Professor Tanaka                           | 1     | 27 giugno 1972    | 337    | Filadelfia      | House show                     | |       |
| 6                                                            | Haystacks Calhoun e Tony Garea                        | 1     | 30 maggio 1973    | 104    | Hamburg         | House show                     | |       |
| 7                                                            | Mr. Fuji e Professor Tanaka                           | 2     | 11 settembre 1973 | 64     | Filadelfia      | House show                     | |       |
| 8                                                            | Dean Ho e Tony Garea                                  | 1     | 14 novembre 1973  | 175    | Hamburg         | House show                     | |       |
| 9                                                            | The Valiant Brothers (Jimmy Valiant e Johnny Valiant) | 1     | 8 maggio 1974     | 370    | Hamburg         | House show                     | |       |
| 10                                                           | Dominic DeNucci e Victor Rivera/Pat Barrett           | 1     | 13 maggio 1975    | 104    | Filadelfia      | House show                     | Il 19 luglio 1975 Rivera lasciò la WWWF, e Barrett venne scelto da DeNucci come sostituto dello stesso Rivera. |       |
| 11                                                           | Blackjack Lanza e Blackjack Mulligan                  | 1     | 26 agosto 1975    | 74     | Filadelfia      | House show                     | |       |
| 12                                                           | Louis Cerdan e Tony Parisi                            | 1     | 8 novembre 1975   | 185    | Filadelfia      | House show                     | |       |
| 13                                                           | Big John Studd e Killer Kowalski                      | 1     | 11 maggio 1976    | 168    | Filadelfia      | House show                     | |       |
| —                                                            | Vacante                                               | —     | 26 ottobre 1976   | —      | Hamburg         | —                              | I titoli vennero resi vacanti quando si aggiunse un terzo membro agli Executioners. |       |
| 14                                                           | Billy White Wolf e "Chief" Jay Strongbow              | 1     | 7 dicembre 1976   | 237    | Filadelfia      | House show                     | Strongbow e Wolf vinsero un torneo a tre team per la riassegnazione dei titoli che includeva anche gli Executioners e Nikolai Volkoff e Tor Kamata. |       |
| —                                                            | Vacante                                               | —     | 1º agosto 1997    | —      | —               | House show                     | I titoli vennero resi vacanti a causa dell'infortunio di Billy White Wolf durante un match contro Ken Patera. |       |
| 15                                                           | Mr. Fuji e Professor Tanaka                           | 3     | 27 settembre 1977 | 168    | Filadelfia      | House show                     | Mr. Fuji e Tanaka sconfissero Larry Zbyszko e Tony Garea nella finale di un torneo per la riassegnazione dei titoli. |       |
| 16                                                           | Dino Bravo e Dominic DeNucci                          | 1     | 14 marzo 1978     | 104    | Filadelfia      | House show                     | |       |
| 17                                                           | The Yukon Lumberjacks                                 | 1     | 26 giugno 1978    | 148    | New York        | House show                     | |       |
| 18                                                           | Larry Zbyszko e Tony Garea                            | 1     | 21 novembre 1978  | 105    | Allentown       | Championship Wrestling         | |       |
| 19                                                           | The Valiant Brothers (Jerry Valiant e Johnny Valiant) | 1     | 6 marzo 1979      | 230    | Allentown       | Championship Wrestling         | |       |
| National Wrestling Alliance: World Wrestling Federation      |                                                       |       |                   |        |                 |                                | |       |
| 20                                                           | Ivan Putski e Tito Santana                            | 1     | 22 ottobre 1979   | 173    | New York        | House show                     | |       |
| 21                                                           | The Wild Samoans                                      | 1     | 12 aprile 1980    | 119    | Filadelfia      | House show                     | |       |
| 22                                                           | Bob Backlund e Pedro Morales                          | 1     | 9 agosto 1980     | 1      | New York        | Showdown at Shea               | In un 2-out-of-3 Falls match vinto per 2-0. |       |
| —                                                            | Vacante                                               | —     | 10 agosto 1980    | —      | —               | —                              | I titoli vennero resi vacanti poiché Backlund deteneva anche il WWF Heavyweight Championship. |       |
| 23                                                           | The Wild Samoans                                      | 2     | 9 settembre 1980  | 60     | Allentown       | Championship Wrestling         | I Wild Samoans sconfissero Tony Garea e Rene Goulet nella finale di un torneo per la riassegnazione dei titoli. |       |
| 24                                                           | Rick Martel e Tony Garea                              | 1     | 8 novembre 1980   | 129    | Filadelfia      | House show                     | |       |
| 25                                                           | Moondog Rex e Moondog King/Moondog Spot               | 1     | 17 marzo 1981     | 126    | Allentown       | Championship Wrestling         | King venne rimpiazzato da Moondog Spot quando il primo ebbe dei problemi ad entrare negli Stati Uniti dal Canada. |       |
| 26                                                           | Rick Martel e Tony Garea                              | 2     | 21 luglio 1981    | 84     | Allentown       | Championship Wrestling         | |       |
| 27                                                           | Mr. Fuji e Mr. Saito                                  | 1     | 13 ottobre 1981   | 258    | Allentown       | Championship Wrestling         | |       |
| 28                                                           | "Chief" Jay Strongbow e Jules Strongbow               | 1     | 28 giugno 1982    | 15     | New York        | House show                     | |       |
| 29                                                           | Mr. Fuji e Mr. Saito                                  | 2     | 13 luglio 1982    | 105    | Allentown       | Championship Wrestling         | |       |
| 30                                                           | "Chief" Jay Strongbow e Jules Strongbow               | 2     | 26 ottobre 1982   | 133    | Allentown       | Championship Wrestling         | |       |
| 31                                                           | The Wild Samoans                                      | 3     | 8 marzo 1983      | 252    | Allentown       | Championship Wrestling         | |       |
| 32                                                           | Rocky Johnson e Tony Atlas                            | 1     | 15 novembre 1983  | 154    | Allentown       | Championship Wrestling         | |       |
| World Wrestling Federation                                   |                                                       |       |                   |        |                 |                                | |       |
| 33                                                           | Adrian Adonis e Dick Murdoch                          | 1     | 17 aprile 1984    | 279    | Hamburg         | Championship Wrestling         | |       |
| 34                                                           | Barry Windham e Mike Rotundo                          | 1     | 21 gennaio 1985   | 69     | Hartford        | House show                     | |       |
| 35                                                           | The Iron Sheik e Nikolai Volkoff                      | 1     | 31 marzo 1985     | 78     | New York        | WrestleMania I                 | |       |
| 36                                                           | Barry Windham e Mike Rotundo                          | 2     | 17 giugno 1985    | 68     | Poughkeepsie    | Championship Wrestling         | |       |
| 37                                                           | The Dream Team (Brutus Beefcake e Greg Valentine)     | 1     | 24 agosto 1985    | 226    | Filadelfia      | House show                     | |       |
| 38                                                           | The British Bulldogs                                  | 1     | 7 aprile 1986     | 294    | Rosemont        | WrestleMania 2                 | |       |
| 39                                                           | The Hart Foundation (Bret Hart e Jim Neidhart)        | 1     | 26 gennaio 1987   | 274    | Tampa           | WWF Superstars of Wrestling    | |       |
| 40                                                           | Rick Martel e Tito Santana                            | 1     | 27 ottobre 1987   | 152    | Syracuse        | Superstars of Wrestling        | |       |
| 41                                                           | Demolition (Ax e Smash)                               | 1     | 27 marzo 1988     | 478    | Atlantic City   | WrestleMania IV                | |       |
| 42                                                           | The Brain Busters                                     | 1     | 18 luglio 1989    | 76     | Worcester       | Saturday Night's Main Event    | In un 2-out-of-3 Falls match vinto per 2-1. In onda il 29 luglio 1989. |       |
| 43                                                           | Demolition (Ax e Smash)                               | 2     | 2 ottobre 1989    | 72     | Wheeling        | Superstars                     | |       |
| 44                                                           | The Colossal Connection                               | 1     | 13 dicembre 1989  | 109    | Huntsville      | Superstars                     | |       |
| 45                                                           | Demolition                                            | 3     | 1º aprile 1990    | 148    | Toronto         | WrestleMania VI                | Crush si unì ai Demolition il 6 aprile 1990, e venne riconosciuto come campione grazie alla "Freebird Rule". |       |
| 46                                                           | The Hart Foundation (Bret Hart e Jim Neidhart)        | 2     | 27 agosto 1990    | 209    | Filadelfia      | SummerSlam                     | In un 2-out-of-3 Falls match vinto per 2-1. Smash e Crush difesero i titoli in questo match. |       |
| —                                                            | The Rockers                                           | †     | 30 ottobre 1990   | —      | Fort Wayne      | The Main Event IV              | I Rockers sconfissero la Hart Foundation in un 2-out-of-3 Falls match e difesero i titoli in molte occasioni. Tuttavia il presidente Jack Tunney gli revocò i titoli dopo una scorrettezza in un match e il regno dei Rockers non è mai stato riconosciuto dalla WWF.                                                   |       |
| 47                                                           | The Nasty Boys                                        | 1     | 24 marzo 1991     | 155    | Los Angeles     | WrestleMania VII               | |       |
| 48                                                           | The Legion of Doom                                    | 1     | 26 agosto 1991    | 165    | New York        | SummerSlam                     | |       |
| 49                                                           | Money Inc.                                            | 1     | 7 febbraio 1992   | 164    | Denver          | House show                     | |       |
| 50                                                           | The Natural Disasters                                 | 1     | 20 luglio 1992    | 85     | Worcester       | House show                     | |       |
| 51                                                           | Money Inc.                                            | 2     | 13 ottobre 1992   | 244    | Regina          | Wrestling Challenge            | |       |
| 52                                                           | The Steiner Brothers                                  | 1     | 14 giugno 1993    | 2      | Columbus        | House show                     | |       |
| 53                                                           | Money Inc.                                            | 3     | 16 giugno 1993    | 3      | Rockford        | House show                     | |       |
| 54                                                           | The Steiner Brothers                                  | 2     | 19 giugno 1993    | 86     | St. Louis       | House show                     | |       |
| 55                                                           | The Quebecers                                         | 1     | 13 settembre 1993 | 119    | New York        | Raw                            | In un Province-of-Quebec Rules match, dove il titolo può cambiare possessore anche per squalifica. I Quebecers vinsero il match per squalifica degli Steiner Brothers. |       |
| 56                                                           | The 1-2-3 Kid e Marty Jannetty                        | 1     | 10 gennaio 1994   | 7      | Richmond        | Raw                            | |       |
| 57                                                           | The Quebecers                                         | 2     | 17 gennaio 1994   | 71     | New York        | House show                     | |       |
| 58                                                           | Men on a Mission                                      | 1     | 29 marzo 1994     | 2      | Londra          | House show                     | |       |
| 59                                                           | The Quebecers                                         | 3     | 31 marzo 1994     | 26     | Sheffield       | House show                     | |       |
| 60                                                           | The Headshrinkers                                     | 1     | 26 aprile 1994    | 124    | Burlington      | Raw                            | |       |
| 61                                                           | Two Dudes with Attitudes                              | 1     | 28 agosto 1994    | 87     | Indianapolis    | House show                     | |       |
| —                                                            | Vacante                                               | —     | 23 novembre 1994  | —      | San Antonio     | Survivor Series                | I titoli vennero resi vacanti per dei contrasti tra Diesel e Michaels. |       |
| 62                                                           | The 1-2-3 Kid e Bob Holly                             | 1     | 22 gennaio 1995   | 1      | Tampa           | Royal Rumble                   | The 1-2-3 Kid e Holly sconfissero Tatanka e Bam Bam Bigelow nella finale del torneo per la riassegnazione dei titoli. |       |
| 63                                                           | The Smokin' Gunns                                     | 1     | 23 gennaio 1995   | 69     | Palmetto        | Raw                            | |       |
| 64                                                           | Owen Hart e Yokozuna                                  | 1     | 2 aprile 1995     | 175    | Hartford        | WrestleMania XI                | |       |
| 65                                                           | Two Dudes with Attitudes                              | 2     | 24 settembre 1995 | 1      | Saginaw         | In Your House 3                | Erano in palio anche il WWF Championship di Diesel e per il WWF Intercontinental Championship di Shawn Michaels. Hart, nonostante fosse stato sostituito da The British Bulldog, si presentò ugualmente sul ring per partecipare all'incontro, nonostante non fosse stato ufficialmente riconosciuto come partecipante. |       |
| 66                                                           | Owen Hart e Yokozuna                                  | 2     | 25 settembre 1995 | <1     | Grand Rapids    | Raw                            | Dopo una controversia, i titoli furono restituiti ad Hart e Yokozuna. |       |
| 67                                                           | The Smokin' Gunns                                     | 2     | 25 settembre 1995 | 143    | Grand Rapids    | Raw                            | |       |
| —                                                            | Vacante                                               | —     | 15 febbraio 1996  | —      | —               | —                              | I titoli vennero resi vacanti a causa dell'infortunio di Billy Gunn. |       |
| 68                                                           | Skip e Zip                                            | 1     | 31 marzo 1996     | 96     | Anaheim         | WrestleMania XII               | I Bodydonnas sconfissero i Godwinns nella finale di un torneo per la riassegnazione dei titoli. |       |
| 69                                                           | The Godwinns                                          | 1     | 19 maggio 1996    | 7      | New York        | House show                     | |       |
| 70                                                           | The Smokin' Gunns                                     | 3     | 26 maggio 1996    | 119    | Florence        | In Your House 8: Beware of Dog | |       |
| 71                                                           | The British Bulldog e Owen Hart                       | 1     | 22 settembre 1996 | 246    | Philadelphia    | In Your House 10: Mind Games   | |       |
| 72                                                           | Shawn Michaels e "Stone Cold" Steve Austin            | 1     | 25 maggio 1997    | 49     | Evansville      | Raw                            | |       |
| —                                                            | Vacante                                               | —     | 14 luglio 1997    | —      | San Antonio     | Raw                            | I titoli vennero resi vacanti quando Shawn Michaels venne sospeso a causa di uno scontro nel backstage con Bret Hart il 9 giugno 1997. |       |
| 73                                                           | Dude Love e "Stone Cold" Steve Austin                 | 1     | 14 luglio 1997    | 55     | San Antonio     | Raw                            | Austin scelse Dude Love come sostituto di Michaels e i due si confermarono campioni sconfiggendo The British Bulldog e Owen Hart (i quali avevano vinto un torneo per affrontare Austin e il suo nuovo compagno). |       |
| —                                                            | Vacante                                               | —     | 7 settembre 1997  | —      | Louisville      | Ground Zero: In Your House     | I titoli vennero resi vacanti a causa di un infortunio al collo di Austin. |       |
| 74                                                           | The Headbangers                                       | 1     | 7 settembre 1997  | 28     | Louisville      | Ground Zero: In Your House     | In un Four-Way elimination match per la riassegnazione dei titoli che comprendeva anche i Godwinns, la Legion of Doom e The British Bulldog e Owen Hart. |       |
| 75                                                           | The Godwinns                                          | 2     | 5 ottobre 1997    | 2      | St. Louis       | Badd Blood: In Your House      | |       |
| 76                                                           | The Legion of Doom                                    | 2     | 7 ottobre 1997    | 48     | Topeka          | Raw                            | In onda il 13 ottobre 1997. |       |
| 77                                                           | The New Age Outlaws                                   | 1     | 24 novembre 1997  | 125    | Fayetteville    | Raw                            | |       |
| 78                                                           | Cactus Jack e Chainsaw Charlie                        | 1     | 29 marzo 1998     | 1      | Boston          | WrestleMania XIV               | In un dumpster match. |       |
| 79                                                           | The New Age Outlaws                                   | 2     | 30 marzo 1998     | 105    | Albany          | Raw                            | In uno steel cage match. |       |
| 80                                                           | Kane e Mankind                                        | 1     | 13 luglio 1998    | 13     | East Rutherford | Raw                            | |       |
| 81                                                           | "Stone Cold" Steve Austin e The Undertaker            | 1     | 26 luglio 1998    | 15     | Fresno          | Fully Loaded: In Your House    | |       |
| 82                                                           | Kane e Mankind                                        | 2     | 10 agosto 1998    | 20     | Omaha           | Raw                            | In un Fatal 4-Way Tag Team match che comprendeva anche i New Age Outlaws e D'Lo Brown e The Rock. |       |
| 83                                                           | The New Age Outlaws                                   | 3     | 30 agosto 1998    | 106    | New York        | SummerSlam                     | In un falls count anywere match. |       |
| 84                                                           | The Corporation (Big Boss Man e Ken Shamrock)         | 1     | 14 dicembre 1998  | 42     | Tacoma          | Raw                            | |       |
| 85                                                           | Jeff Jarrett e Owen Hart                              | 1     | 25 gennaio 1999   | 64     | Phoenix         | Raw                            | |       |
| 86                                                           | Kane e X-Pac                                          | 1     | 30 marzo 1999     | 56     | Uniondale       | Raw                            | In onda il 5 aprile 1999. |       |
| 87                                                           | The Acolytes                                          | 1     | 25 maggio 1999    | 35     | Moline          | Raw                            | In onda il 31 maggio 1999. Mr. Ass rubò il titolo a Bradshaw, dichiarando di esserne il possessore, avendo partecipato ad un Six-man Tag Team match titolato combattendo al fianco degli Acolytes. Una settimana dopo, Bradshaw reclamò il suo titolo.                                                                  |       |
| 88                                                           | The Hardy Boyz                                        | 1     | 29 giugno 1999    | 26     | Fayetteville    | Raw                            | In onda il 5 luglio 1999. |       |
| 89                                                           | The Acolytes                                          | 2     | 25 luglio 1999    | 35     | Buffalo         | Fully Loaded                   | In un 3-on-2 handicap match dove Michael Hayes faceva coppia con gli Hardy Boyz. |       |
| 90                                                           | Kane e X-Pac                                          | 2     | 9 agosto 1999     | 13     | Rosemont        | Raw                            | |       |
| 91                                                           | Big Show e The Undertaker                             | 1     | 22 agosto 1999    | 8      | Minneapolis     | SummerSlam                     | |       |
| 92                                                           | The Rock 'n' Sock Connection                          | 1     | 30 agosto 1999    | 8      | Boston          | Raw                            | |       |
| 93                                                           | Big Show e The Undertaker                             | 2     | 7 settembre 1999  | 13     | Albany          | SmackDown!                     | In un Buried Alive match. In onda il 9 settembre 1999. |       |
| 94                                                           | The Rock 'n' Sock Connection                          | 2     | 20 settembre 1999 | 1      | Houston         | Raw                            | In un Dark Side Rules match in cui ogni membro del Ministry of Darkness era autorizzato ad interferire nel match. |       |
| 95                                                           | The New Age Outlaws                                   | 4     | 21 settembre 1999 | 21     | Dallas          | SmackDown!                     | In onda il 23 settembre 1999. |       |
| 96                                                           | The Rock 'n' Sock Connection                          | 3     | 12 ottobre 1999   | 6      | Birmingham      | SmackDown!                     | In onda il 14 ottobre 1999. |       |
| 97                                                           | The Holly Cousins                                     | 1     | 18 ottobre 1999   | 15     | Columbus        | Raw                            | |       |
| 98                                                           | Al Snow e Mankind                                     | 1     | 2 novembre 1999   | 6      | Filadelfia      | SmackDown!                     | In onda il 4 novembre 1999. |       |
| 99                                                           | The New Age Outlaws                                   | 5     | 8 novembre 1999   | 111    | State College   | Raw                            | |       |
| 100                                                          | The Dudley Boyz                                       | 1     | 27 febbraio 2000  | 35     | Hartford        | No Way Out                     | |       |
| 101                                                          | Edge e Christian                                      | 1     | 2 aprile 2000     | 57     | Anaheim         | WrestleMania 2000              | In un triangle ladder match che comprendeva anche gli Hardy Boyz. |       |
| 102                                                          | Too Cool (Grandmaster Sexay e Scotty 2 Hotty)         | 1     | 29 maggio 2000    | 27     | Vancouver       | Raw                            | |       |
| 103                                                          | Edge e Christian                                      | 2     | 25 giugno 2000    | 91     | Boston          | King of the Ring               | In un Fatal-4 Way Tag Team Elimination Match che comprendeva anche gli Hardy Boyz e i T&A (Albert e Test). |       |
| 104                                                          | The Hardy Boyz                                        | 2     | 24 settembre 2000 | 28     | Filadelfia      | Unforgiven                     | In uno Steel Cage match. |       |
| 105                                                          | Edge e Christian                                      | 3     | 22 ottobre 2000   | 1      | Albany          | No Mercy                       | Edge e Christian lottarono mascherati come i Los Conquistadores poiché gli fu vietato di poter combattere per i titoli. |       |
| 106                                                          | The Hardy Boyz                                        | 3     | 23 ottobre 2000   | 14     | Hartford        | Raw                            | Gli Hardy Boyz lottarono mascherati come i Los Conquistadores. |       |
| 107                                                          | Right to Censor (Bull Buchanan e The Goodfather)      | 1     | 6 novembre 2000   | 34     | Houston         | Raw                            | |       |
| 108                                                          | Edge e Christian                                      | 4     | 10 dicembre 2000  | 8      | Birmingham      | Armageddon                     | In un fatal 4-way tag team match che comprendeva anche K-Kwik e Road Dogg, i Dudley Boyz e i Right to Censor. |       |
| 109                                                          | The Rock e The Undertaker                             | 1     | 18 dicembre 2000  | 3      | Greenville      | Raw                            | |       |
| 110                                                          | Edge e Christian                                      | 5     | 21 dicembre 2000  | 31     | Charlotte       | SmackDown!                     | In onda il 21 dicembre 2000. Kurt Angle era l'arbitro speciale. |       |
| 111                                                          | The Dudley Boyz                                       | 2     | 21 gennaio 2001   | 43     | New Orleans     | Royal Rumble                   | |       |
| 112                                                          | The Hardy Boyz                                        | 4     | 5 marzo 2001      | 14     | Washington      | Raw                            | |       |
| 113                                                          | Edge e Christian                                      | 6     | 19 marzo 2001     | <1     | Albany          | Raw                            | Questa title shot in realtà era per i Dudley Boyz, ma non riuscirono a raggiungere l'arena e quindi Edge e Christian ebbero il diritto di avere questo match. |       |
| 114                                                          | The Dudley Boyz                                       | 3     | 19 marzo 2001     | 13     | Albany          | Raw                            | Subito dopo la richiesta di una title shot da parte di Edge e Christian anche i Dudleyz la chiesero e la ottennero. |       |
| 115                                                          | Edge e Christian                                      | 7     | 1º aprile 2001    | 16     | Houston         | WrestleMania X-Seven           | In un Tables, Ladders and Chairs match che includeva anche gli Hardy Boyz. |       |
| 116                                                          | The Brothers of Destruction                           | 1     | 17 aprile 2001    | 12     | Nashville       | SmackDown!                     | In onda il 19 aprile 2001. |       |
| 117                                                          | The Two-Man Power Trip                                | 1     | 29 aprile 2001    | 22     | Chicago         | Backlash                       | Erano in palio anche il WWF Championship di Austin e il WWF Intercontinental Championship di Triple H. |       |
| 118                                                          | Chris Benoit e Chris Jericho                          | 1     | 21 maggio 2001    | 29     | San Jose        | Raw                            | |       |
| 119                                                          | The Dudley Boyz                                       | 4     | 19 giugno 2001    | 20     | Orlando         | SmackDown!                     | In onda il 21 giugno 2001. |       |
| 120                                                          | The Acolytes                                          | 3     | 9 luglio 2001     | 39     | Atlanta         | Raw                            | |       |
| 121                                                          | Diamond Dallas Page e Kanyon                          | 1     | 7 agosto 2001     | 12     | Los Angeles     | SmackDown!                     | In onda il 9 agosto 2001. |       |
| 122                                                          | The Brothers of Destruction                           | 2     | 19 agosto 2001    | 29     | San Jose        | SummerSlam                     | In uno steel cage match. I Brothers of Destruction difesero anche il WCW Tag Team Championship. |       |
| 123                                                          | The Dudley Boyz                                       | 5     | 17 settembre 2001 | 35     | Nashville       | Raw                            | |       |
| 124                                                          | Chris Jericho e The Rock                              | 1     | 22 ottobre 2001   | 8      | Kansas City     | Raw                            | |       |
| 125                                                          | Booker T e Test                                       | 1     | 30 ottobre 2001   | 13     | Cincinnati      | SmackDown!                     | In onda il 1º novembre 2001. |       |
| 126                                                          | The Hardy Boyz                                        | 5     | 12 novembre 2001  | 6      | Boston          | Raw                            | |       |
| 127                                                          | The Dudley Boyz                                       | 6     | 18 novembre 2001  | 50     | Greensboro      | Survivor Series                | In uno seel cage match in cui era in palio anche il WCW Tag Team Championship dei Dudley Boyz, che al termine del match vennero unificati. |       |
| 128                                                          | Spike Dudley e Tazz                                   | 1     | 7 gennaio 2002    | 43     | New York        | Raw                            | In un hardcore match. |       |
| 129                                                          | Billy e Chuck                                         | 1     | 19 febbraio 2002  | 89     | Rockford        | SmackDown!                     | In onda il 21 febbraio 2002. Il titolo divenne un'esclusiva di SmackDown! a seguito del passaggio di Billy e Chuck nel roster blu. Il 25 marzo 2002 venne rinominato WWF Tag Team Championship e il 6 maggio, in seguito al cambio del nome della federazione, venne rinominato WWE Tag Team Championship.              |       |
| World Wrestling Entertainment                                |                                                       |       |                   |        |                 |                                | |       |
| 130                                                          | Rico e Rikishi                                        | 1     | 19 maggio 2002    | 16     | Nashville       | Judgment Day                   | |       |
| 131                                                          | Billy e Chuck                                         | 2     | 4 giugno 2002     | 28     | Oklahoma City   | SmackDown!                     | In un Elimination match. In onda il 6 giugno 2002. |       |
| 132                                                          | Edge e Hollywood Hulk Hogan                           | 1     | 2 luglio 2002     | 19     | Boston          | SmackDown!                     | In onda il 4 luglio 2002. |       |
| 133                                                          | Christian e Lance Storm                               | 1     | 21 luglio 2002    | 64     | Detroit         | Vengeance                      | Il titolo divenne un'esclusiva di Raw con il passaggio degli Un-Americans nel roster rosso. |       |
| 134                                                          | Kane e The Hurricane                                  | 1     | 23 settembre 2002 | 21     | Anaheim         | Raw                            | |       |
| 135                                                          | Christian e Chris Jericho                             | 1     | 14 ottobre 2002   | 62     | Montréal        | Raw                            | Con la creazione del WWE Tag Team Championship per il roster di SmackDown!, il titolo venne rinominato World Tag Team Championship. |       |
| 136                                                          | Booker T e Goldust                                    | 1     | 15 dicembre 2002  | 22     | Fort Lauderdale | Armageddon                     | In un Fatal 4-Way Tag Team Elimination match che comprendeva anche i Dudley Boyz e Lance Storm e William Regal. |       |
| 137                                                          | Lance Storm e William Regal                           | 1     | 6 gennaio 2003    | 13     | Phoenix         | Raw                            | |       |
| 138                                                          | The Dudley Boyz                                       | 7     | 19 gennaio 2003   | 1      | Boston          | Royal Rumble                   | |       |
| 139                                                          | Lance Storm e William Regal                           | 2     | 20 gennaio 2003   | 63     | Providence      | Raw                            | |       |
| —                                                            | Vacante                                               | —     | 24 marzo 2003     | —      | Sacramento      | Raw                            | I titoli vennero resi vacanti a causa di un infortunio di Regal. |       |
| 140                                                          | Chief Morley e Lance Storm                            | 1     | 24 marzo 2003     | 7      | Sacramento      | Raw                            | Morley e Storm si auto-assegnarono i titoli. |       |
| 141                                                          | Kane e Rob Van Dam                                    | 1     | 31 marzo 2003     | 76     | Seattle         | Raw                            | In un three-way elimination match che comprendeva anche i Dudley Boyz. |       |
| 142                                                          | La Résistance (René Duprée e Sylvain Grenier)         | 1     | 15 giugno 2003    | 98     | Houston         | Bad Blood                      | |       |
| 143                                                          | The Dudley Boyz                                       | 8     | 21 settembre 2003 | 84     | Hershey         | Unforgiven                     | In un 3-on-2 Handicap Tables match dove Robért Conway era in coppia con La Résistance. |       |
| 144                                                          | Evolution (Batista e Ric Flair)                       | 1     | 14 dicembre 2003  | 64     | Orlando         | Armageddon                     | In un Tag Team Turmoil match che comprendeva anche René Duprée e Robért Conway, The Hurricane e Rosey, Garrison Cade e Mark Jindrak, Scott Steiner e Test e Lance Storm e Val Venis. Batista e Flair eliminarono per ultimi i Dudley Boyz vincendo i titoli.                                                            |       |
| 145                                                          | Booker T e Rob Van Dam                                | 1     | 16 febbraio 2004  | 35     | Bakersfield     | Raw                            | |       |
| 146                                                          | Evolution (Batista e Ric Flair)                       | 2     | 22 marzo 2004     | 28     | Detroit         | Raw                            | |       |
| 147                                                          | Chris Benoit e Edge                                   | 1     | 19 aprile 2004    | 42     | Calgary         | Raw                            | |       |
| 148                                                          | La Résistance (Robért Conway e Sylvain Grenier)       | 1     | 31 maggio 2004    | 141    | Montréal        | Raw                            | |       |
| 149                                                          | Chris Benoit e Edge                                   | 2     | 19 ottobre 2004   | 13     | Milwaukee       | Taboo Tuesday                  | Il team di Benoit e Edge venne creato tramite votazione del pubblico, poiché nessuno dei due venne scelto per lottare per il World Heavyweight Championship. Durante il match, Edge abbandonò Benoit, il quale vinse da solo il match e i titoli.                                                                       |       |
| 150                                                          | La Résistance (Robért Conway e Sylvain Grenier)       | 2     | 1º novembre 2004  | 14     | Peoria          | Raw                            | |       |
| 151                                                          | Eugene e William Regal                                | 1     | 15 novembre 2004  | 62     | Indianapolis    | Raw                            | In un Three-way Elimination match che includeva anche Rhyno e Tajiri. |       |
| 152                                                          | La Résistance (Robért Conway e Sylvain Grenier)       | 3     | 16 gennaio 2005   | 19     | Winnipeg        | House show                     | Jonathan Coachman era in sostituzione dell'infortunato Eugene. |       |
| 153                                                          | Tajiri e William Regal                                | 1     | 4 febbraio 2005   | 86     | Saitama         | Raw                            | In onda il 7 febbraio 2005. |       |
| 154                                                          | The Hurricane e Rosey                                 | 1     | 1º maggio 2005    | 140    | Manchester      | Backlash                       | In un Tag Team Turmoil match che comprendeva anche gli Heart Throbs, La Résistance e Maven e Simon Dean. |       |
| 155                                                          | Lance Cade e Trevor Murdoch                           | 1     | 18 settembre 2005 | 44     | Oklahoma City   | Unforgiven                     | |       |
| 156                                                          | Big Show e Kane                                       | 1     | 1º novembre 2005  | 153    | San Diego       | Taboo Tuesday                  | Il team di Big Show e Kane venne creato tramite votazione del pubblico, poiché nessuno dei due venne scelto per lottare per il WWE Championship. |       |
| 157                                                          | The Spirit Squad                                      | 1     | 3 aprile 2006     | 216    | Chicago         | Raw                            | Oltre a Kenny e Mikey, anche Johnny, Mitch e Nicky vennero riconosciuti come campioni sotto la "Freebird Rule". |       |
| 158                                                          | Ric Flair e Roddy Piper                               | 1     | 5 novembre 2006   | 8      | Cincinnati      | Cyber Sunday                   | Piper fu scelto tramite votazione dai fan. I titoli vennero difesi da Kenny e Mikey. |       |
| 159                                                          | Rated-RKO                                             | 1     | 13 novembre 2006  | 77     | Manchester      | Raw                            | |       |
| 160                                                          | John Cena e Shawn Michaels                            | 1     | 29 gennaio 2007   | 63     | Dallas          | Raw                            | |       |
| 161                                                          | The Hardy Boyz                                        | 6     | 2 aprile 2007     | 63     | Dayton          | Raw                            | In una 10-team Battle Royal che gli Hardy Boyz vinsero eliminando per ultimi Lance Cade e Trevor Murdoch. |       |
| 162                                                          | Lance Cade e Trevor Murdoch                           | 2     | 4 giugno 2007     | 93     | Tampa           | Raw                            | |       |
| 163                                                          | Paul London e Brian Kendrick                          | 1     | 5 settembre 2007  | 3      | Città del Capo  | House show                     | |       |
| 164                                                          | Lance Cade e Trevor Murdoch                           | 3     | 8 settembre 2007  | 93     | Johannesburg    | House show                     | |       |
| 165                                                          | Cody Rhodes e Hardcore Holly                          | 1     | 10 dicembre 2007  | 202    | Bridgeport      | Raw 15th Anniversary           | |       |
| 166                                                          | Cody Rhodes e Ted DiBiase Jr.                         | 1     | 29 giugno 2008    | 36     | Dallas          | Night of Champions             | Rhodes si rivelò essere il partner misterioso di DiBiase Jr., tradendo Holly e sconfiggendolo in un 2-on-1 Handicap match per i titoli. |       |
| 167                                                          | Batista e John Cena                                   | 1     | 4 agosto 2008     | 7      | Knoxville       | Raw                            | |       |
| 168                                                          | Cody Rhodes e Ted DiBiase Jr.                         | 2     | 11 agosto 2008    | 77     | Richmond        | Raw                            | |       |
| 169                                                          | CM Punk e Kofi Kingston                               | 1     | 27 ottobre 2008   | 47     | Tucson          | Raw                            | |       |
| 170                                                          | John Morrison e The Miz                               | 1     | 13 dicembre 2008  | 113    | Hamilton        | House show                     | Con questa vittoria, i titoli vennero condivisi anche con il roster ECW. |       |
| 171                                                          | The Colóns                                            | 1     | 5 aprile 2009     | 84     | Houston         | WrestleMania XXV               | In un Lumberjack match in cui i Colóns unificarono i titoli con il WWE Tag Team Championship. I titoli rimasero indipendentemente attivi, ma vennero difesi in ogni roster con il nome Unified WWE Tag Team Championship.                                                                                               |       |
| 172                                                          | Chris Jericho e Edge                                  | 1     | 28 giugno 2009    | 28     | Sacramento      | The Bash                       | In un Triple Threat Tag Team match che comprendeva anche Cody Rhodes e Ted DiBiase Jr. |       |
| 173                                                          | Jeri-Show                                             | 1     | 26 luglio 2009    | 140    | Filadelfia      | Night of Champions             | Subito dopo la vittoria dei titoli, Edge ebbe un infortunio al tendine d'Achille, il che lo costrinse a rendere vacante il titolo. Chris Jericho mantenne dunque il titolo e nominò Big Show come sostituto dell'infortunato Edge a Night of Champions. La WWE considera questo come un secondo regno per Jericho.      |       |
| 174                                                          | D-Generation X (Shawn Michaels e Triple H)            | 1     | 13 dicembre 2009  | 57     | San Antonio     | TLC: Tables, Ladders & Chairs  | In un Tables, Ladders and Chairs match. |       |
| 175                                                          | ShoMiz                                                | 1     | 8 febbraio 2010   | 77     | La Fayette      | Raw                            | In un Triple Threat Tag Team Elimination match che comprendeva anche CM Punk e Luke Gallows. |       |
| 176                                                          | The Hart Dinasty                                      | 1     | 26 aprile 2010    | 112    | Richmond        | Raw                            | |       |
| —                                                            | Ritirato                                              | —     | 16 agosto 2010    | —      | Los Angeles     | Raw                            | Il general manager anonimo di Raw presentò due nuove cinture, rinominate WWE Tag Team Championship, e il World Tag Team Championship venne ritirato. |       |